# European Billiards and Snooker Association
De European Billiards and Snooker Association (EBSA) is een Europese sportfederatie voor het biljart en snooker.

## Bestuur
| Periode      | Voorzitter    |
| ------------ | ------------- |
| ...          |               |
| 2004 - 2013  | Jim Leacy     |
| 2013 - heden | Maxime Cassis |